# 금강에프엠방송
사단법인 금강에프엠방송은 충청남도 공주시, 세종특별자치시를 방송권역으로 하는 소출력 라디오 방송국이다. 애칭은 금강FM이다.

## 방송국 개요
- 가청지역 : 충청남도 공주시 시내지역과 인접한 면지역 일부
- 주파수 : FM 104.9MHz
- 출력 : 1w
- 연주소 : 세종특별자치시 장군면 대학길 300 한국영상대학교
- 송신소 : 충청남도 공주시 무령로 332-1 공주상수도시설관리소
- 방송시간 : 매일 07시부터 00시까지 하루 17시간 방송.

## 연혁
- 2004년 11월 16일 : 방송위원회로부터 전국 8개 소출력라디오방송 시범사업자로 선정
- 2004년 12월 15일 : 방송위원회로부터 지상파방송사업 허가추천서 교부
- 2005년 2월 19일 : 법인설립 등기(사단법인 금강에프엠방송)
- 2005년 3월 4일 : 공주세무서로부터 사업등록증 교부
- 2005년 3월 29일 : 공주시로부터 3년간 송신장비 설치를 위한 공유재산 무상사용 허가
- 2005년 3월 31일 : 방송시설(연주소,송신소) 설치 완료
- 2005년 4월 28일 : 충청체신청으로부터 무선국(실용화시험국) 허가
- 2005년 4월 30일 : 시험방송 시작
- 2005년 5월 17일 : 충청체신청으로부터 무선국 검사필증 교부
- 2005년 8월 8일 : 충청체신청으로부터 공주소출력라디오방송국(시범방송국)으로 허가
- 2005년 8월 24일 : 공주세무서에서 사업자등록증 면세법인사업자로 변경
- 2005년 9월 9일 : 충청체신청으로부터 무선국 준공 검사필증 교부
- 2005년 9월 29일 : 개국
- 2006년 3월 14일 : 송출 예비장치 증설을 위한 방송국 변경허가
- 2009년 8월 11일 : 금강에프엠방송(공주소출력공동체라디오FM방송국) 정규 사업자 선정 및 허가(방송통신위원회)
- 2012년 7월 1일  : 방송국주소변경 (세종특별자치시 장군면 대학길 300)